# Pseudothymara staudingeri
Pseudothymara staudingeri is een vlinder uit de familie Himantopteridae. De wetenschappelijke naam van deze soort is voor het eerst geldig gepubliceerd in 1888 door Rogenhofer.
De soort komt voor in tropisch Afrika.